# Corylopsis
Corylopsis es un género de arbustos de la familia  Hamamelidaceae, nativo del este de Asia con la mayoría de las especies endémicas de China pero también en Japón, Corea, y el Himalaya. Comprende 40 especies descritas y de estas, solo 24 aceptadas.

## Descripción
Alcanzan los 2-6 m de altura, y a menudo con una corona más ancha que alta. Las hojas son ovadas y serradas de 4-20 cm de longitud y 3-15 cm de ancho. Las flores se producen a finales del invierno agrupadas en racimos de 3-9 cm de longitud con 5-30 flores, cada una tiene cinco pétalos de color amarillo pálido de 4-9 mm. El fruto es una cápsula seca de 10-12 mm de largo conteniendo dos semilla negras.

## Taxonomía
El género fue descrito por Siebold & Zucc. y publicado en Flora Japonica 1: 45. 1835. La especie tipo es: Corylopsis spicata

## Especies aceptadas
A continuación se brinda un listado de las especies del género Corylopsis aceptadas hasta mayo de 2014, ordenadas alfabéticamente. Para cada una se indica el nombre binomial seguido del autor, abreviado según las convenciones y usos. 
- Corylopsis alnifolia
- Corylopsis brevistyla H.T.Chang
- Corylopsis glabrescens
- Corylopsis glandulifera Hemsl.
- Corylopsis glaucescens
- Corylopsis griffithii
- Corylopsis henryi Hemsl.
- Corylopsis himalayana
- Corylopsis microcarpa H.T.Chang
- Corylopsis multiflora
- Corylopsis obovata H.T.Chang
- Corylopsis omeiensis
- Corylopsis pauciflora
- Corylopsis platypetala
- Corylopsis rotundifolia H.T.Chang
- Corylopsis sinensis
- Corylopsis spicata
- Corylopsis stelligera
- Corylopsis trabeculosa
- Corylopsis veitchiana
- Corylopsis velutina
- Corylopsis willmottiae
- Corylopsis yui
- Corylopsis yunnanensis